# Bătălia de la Codrii Cosminului
Bătălia de la Codrii Cosminului (1497) poloneză: bitwa pod Koźminem) a avut drept combatanți pe Ștefan cel Mare, domnitor moldovean și regele Ioan I Albert al Uniunii Polono-Lituaniene. Bătălia a avut loc în Codrii Cosminului, la circa 100 km nord de capitala de atunci Suceava (în poloneză Suczawa), între actualele comune Voloca pe Derelui și Valea Cosminului din raionul Adâncata, regiunea Cernăuți, având ca rezultat o victorie importantă a moldovenilor.

## Motivele războiului
Începând cu anii 1470, amenințarea otomană în Moldova părea tot mai evidentă. După ce Moldova a pierdut Chilia și Cetatea Albă în 1484, Ștefan cel Mare a fost nevoit să uite divergențele sale cu regele Poloniei Casimir IV Jagiellon. În 1485, în schimbul unei alianțe antiotomane, având ca scop recucerirea Chiliei și Cetății Albe, Ștefan cel Mare a depus Jurământul de la Colomeea, prin care se recunoștea drept vasal al regelui Poloniei pentru provincia Pocuția. Spre deosebire de Principatul Moldovei, care era teritoriu independent, Pocuția, deși controlată de domnitorii moldoveni între 1387 și 1532, făcea parte de drept din regatul Polonei, pentru care regii puternici puteau cere domnitorilor slabi un omagiu. Această practică era obișnuită în Europa medievală și nu însemna decât că o parte din taxe reveneau regelui, iar armata ridicată din regiune trebuia să-l urmeze pe rege. Suzeranitatea regelui Poloniei nu se transmitea și asupra Moldovei, fiind vorba de o suzeranitate personală între Casimir și Ștefan, nu între țări independente. Totuși, ea putea servi ca pretext de înlăturare a unui vasal infidel drept încercare de a modifica statutul Moldovei prin înscăunarea unui alt nobil.
Casimir s-a stins în curând din viața, lăsând cinci fii: Casimir, care în loc să devină rege a ales o viață clerică, Vladislav II, care prin căsătorie a unit temporar regatele Boemiei și Ungariei, Ioan Albert, Alexandru și Sigismund I cel Bătrân. Astfel, al treilea fiu, Ioan Albert, a devenit rege în 1490 fără să fi fost pregătit pentru tron. Având loc o tranziție de la un rege foarte stimat și temut la un fiu nepregătit, poziția ultimului într-un regat cu o nobilime foarte puternică a devenit curând destul de șubredă. Ștefan i-a cerut ajutorul lui Ioan Albert în virtutea înțelegerii cu tatăl acestuia. În 1494, Ioan Albert și Ștefan s-au întâlnit la conferința de la Levoča cu regele Ladislau al II-lea al Ungariei și electorul Johann Cicero al Brandenburgului, și au făcut planuri pentru o expediție împotriva Porții. Obiectivul era recucerirea Chiliei și Cetății Albe. Totuși, Albert avea drept scop ascuns cucerirea Moldovei și detronarea lui Ștefan. Aceste planuri au fost aflate de Ștefan la scurt timp înainte de data planificată pentru intrarea armatelor aliate în Moldova. Ștefan s-a grăbit atunci să ia măsuri și a intrat cu oastea sa în Pocuția, alungând pe reprezentanții regelui.

## Conflictul polono-moldovean

Harta bătăliei - Faza I

Harta bătăliei - Faza II

Astfel, la intrarea lor în Moldova trupele poloneze, în loc să întâlnească un popor aliat s-au pomenit dușmani. Având circa 60.000 de oameni în oaste, inclusiv între 5 și 10 mii de nobili în armură completă (nobilimea poloneză venită la cruciadă), Ioan Albert a luat sub control partea nemuntoasă a nord-vestului Moldovei, Ștefan însărcinându-l pe Luca Arbore cu apărarea cetății Sucevei , care a început a fi asediată. Totuși, armata poloneză nu a fost în stare să organizeze un asediu eficient, și după 4 luni bătute pe loc, infecțiile din tabără și ostilitatea localnicilor moldoveni l-au făcut pe Ioan Albert să decidă o retragere, învinuindu-l pe Ștefan de a se fi aliat cu otomanii.
Ștefan s-a folosit cu iscusință de incapacitatea numeroasei armate poloneze de a executa un marș în forță. Retrăgându-se pe drumul Suceava-Siret-Cernăuți-Colomeea, armata poloneză trebuia să treacă dealurile împădurite care despart valea Siretului de valea Prutului. Hărțuind armata în retragere, Ștefan, care dispunea de un total de doar 22.000 de ostași, a dorit să-i provoace pe nobilii polonezi la o răbufnire pripită și nechibzuită. Astfel, un mic contingent de moldoveni a atacat direct armata poloneză în mișcare exact în momentul când nobilii cavaleri treceau pe lângă pădurea pregătită de oamenii lui Ștefan. Crezând că este vorba de un mic detașament, 5.000 de nobili în zale, în urmărirea detașamentului de moldoveni au intrat drept în mijlocul capcanei pregătite de Ștefan. Armura performantă și experiența de luptă a cavalerilor polonezi ar fi fost suficiente pentru a face față la toată oastea lui Ștefan în câmp deschis, dar supraîncrederea în propria invincibilitate, combinată cu un teren împădurit și deluros a jucat un rol nefast nobililor polonezi. Mai ales că moldovenii au tăiat copaci pe care i-au doborât între cavaleri pentru a împărți oastea poloneză în bucăți mici și pentru a nu lasă loc de avânt cailor acestora. În loc să-și folosească lăncile și spadele pentru a măcelări o oaste de țărani, mulți dintre ei n-aveau niciun fel de zale, cavalerii polonezi s-au pomenit înconjurați de acești țărani între copaci doborâți, dați jos de pe cai cu gheoagele, și până să apuce a întoarce spada, loviți cu bâtele țăranilor și/sau cu spadele vitejilor.
Lupta din pădure a fost extrem de dură și sângeroasă, ducându-se pe viață și moarte, însă odată cavalerii răpuși, restul oștii poloneze nici măcar n-a fost în stare să organizeze un contraatac, câteva mii de moldoveni călare hărțuindu-le retragerea, recapturând prada și luând prizonieri. Atingând Prutul la Cernăuți, fugarii au trecut râul în grabă fără nicio intenție de a se regrupa, pentru a continua fuga prin Codrii Plonini și apoi prin Pocuția în direcția Stanislau și Liov.

## Urmările bătăliei

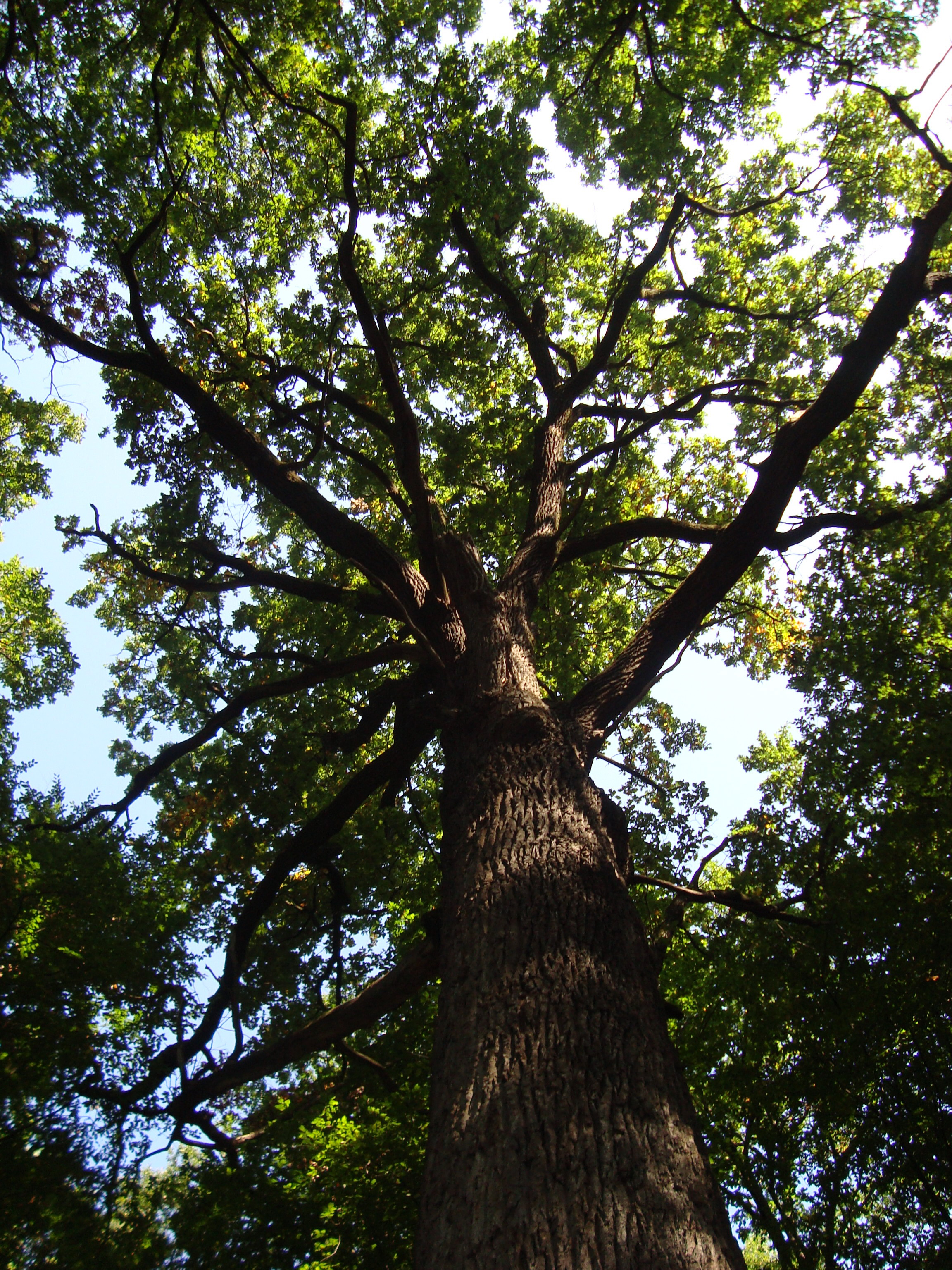
Codrii Cosminului. Stejarul lui Ştefan cel Mare

Codrii Cosminului. Crucea de lângă Stejarul lui Ştefan cel Mare, cu inscripţia de la strănepoţi

Așteptându-se la a pierde jumătate din armată în acest conflict, Ștefan a rămas și el surprins când a devenit clar că pierderile sale militare au fost minime. Printre cei răniți în luptă era fiul și moștenitorul lui Ștefan (după moartea fiului mai mare Alexandru), viitorul domnitor Bogdan cel Orb (Bogdan al III-lea), care în bătălie a pierdut un ochi din cauza lanciei unui cavaler polonez. Boierii din preajma lui Bogdan au povestit după luptă că acesta ar fi continuat să se bată totodată strigând de durere. Deși au recunoscut că Bogdan "le nimerea mai mult alăturea", ei continuau să afirme că urletele, avântul și înfățișarea unui om cu un ochi scurs pe obraz ar fi avut un efect nu tocmai de întărire a încrederii și siguranței asupra nobililor polonezi care-l vedeau.
Surpriza cea mare a bătăliei au fost cele trei steaguri militare ale regiunilor Cracovia, Liov și Sandomir capturate de moldoveni, plus nouă steaguri provinciale, la care se adăugau multe steaguri ale familiilor nobiliare. Aceasta însemna că a fost practic un măcel. Ioan Albert, care a avut inspirația de a nu intra în pădure cu cavalerii, a fost condus de garda sa direct până la Liov, temându-se că un popas pentru noapte în Pocuția sau Stanislau ar fi fost foarte periculos. Deși a continuat a mai fi rege 2 ani, Ioan Albert a rămas în memoria polonezilor ca "regele în timpul căruia cavalerii au fost nimiciți".
Locul bătăliei, din ordinul lui Ștefan a fost curățat și în loc a fost sădită o dumbravă, cunoscută în cultura populară sub numele de Dumbrava Roșie. Se spune că din stejarii semănați de polonezi a mai rămas până astăzi doar unul singur, numit de localnici Stejarul lui Ștefan cel Mare. În anul următor, 1498, Ștefan a întreprins o campanie în Pocuția, anexând-o pentru 34 de ani la Principatul Moldovei (fără obligații vasale față de Polonia). Pocuția va fi pierdută de Moldova în 1532 in urma Bătăliei de la Obertyn (sau Obertin) dintre Petru Rareș și hatmanul Jan Tarnowski (Ioan Tarnovschi) care a avut loc pe 22 august 1531, fiind iarăși cucerită și anexată de Polonia. În urma bătăliei, Ștefan a dorit de asemenea să dezvolte nordul Moldovei, timp în care au fost aduși printre alții si primii țărani ruteni (strămoșii ucrainenilor) în Moldova. În 1775, numărul polonezilor și rutenilor din Moldova a ajuns la 10.000 dintr-o populație de 1.5-2 milioane, în ținutul Cernăuți ei reprezentând 10%.
Există o supoziție modernă, care spune că Ștefan cel Mare s-ar fi inspirat în organizarea ambuscadei dintr-o cronică bisericească, în care era descrisă Bătălia din Codrii Plonini în 1368
(cronicarul polonez Jan Długosz menționează anul 1359, dar astăzi este acceptat că acesta a greșit și bătălia a avut loc în 1368), în care a avut loc o ambuscadă similară, însă mult mai mică, oastea poloneză având atunci doar 2.000 de oameni. De partea Moldovei, oastea ar fi fost condusă de tinerii frați Petru și Roman Mușat, viitorii domnitori ai Moldovei.

## În cultură populară
Bătălia de la Codrii Cosminului este subiectul unui cântec de la Trooper 